# Đường cao tốc Quảng Châu – Côn Minh
Đường cao tốc Quảng Châu – Côn Minh (tiếng Trung:  广州—昆明高速公路) bính âm: Guǎngzhōu — Kūnmíng Gāosù gōnglù Hán Việt:  Quảng Châu - Côn Minh Cao tốc công lộ)  thường được gọi với cái tên Đường cao tốc Guangkun (tiếng Trung :广昆高速公路)  bính âm: Guǎngkūn Gāosù gōnglù Hán Việt:  Quảng Côn Cao tốc công lộ)  kí hiệu toàn tuyến là G80 là đường cao tốc cấp tỉnh chạy qua 2 tỉnh Quảng Đông và Vân Nam. Khi hoàn thành, đường cao tốc sẽ có chiều dài 1.511 km (939 mi)